# Czas gry (futbol amerykański)
Mecz futbolowy w profesjonalnej lidze NFL oraz w rozgrywkach uniwersyteckich składa się z czterech 15-minutowych kwart, z przerwą w połowie meczu – po drugiej kwarcie. Ponieważ zasady mierzenia czasu są skomplikowane a zegar meczu jest często zatrzymywany, mecze fubolu amerykańskiego często trwają ponad trzy godziny.

## Pomiar czasu
W futbolu amerykańskim, podobnie jak w koszykówce, czas gry odmierzają dwa zegary: zegar meczu (ang. game clock) i zegar akcji (ang. play clock). W przeciwieństwie do koszykówki, często ma miejsce sytuacja, w której tylko zegar akcji odmierza czas (podczas gdy zegar meczu stoi).
Zegar meczu odmierza czas pozostały do końca kwarty, podczas gdy zegar akcji odmierza czas który pozostał drużynie atakującej na rozpoczęcie akcji. W lidze NFL, zegar akcji odmierza 40 sekund od momentu zakończenia poprzedniej akcji. W rozgrywkach uniwersyteckich, zegar akcji odmierza 25 sekund od momentu, gdy piłka jest właściwie położona przez sędziego na linii wznowienia gry i gotowa do gry. Począwszy od sezonu 2008, rozgrywki uniwersyteckie będą stosować 40-sekundowy zegar akcji stosowany obecnie w NFL.
Drużyna atakująca musi wprowadzić piłkę do gry zanim zegar akcji pokaże zero; w przeciwnym razie zostaje ukarana karą 5 jardów za opóźnianie gry (ang. delay of game penalty). Po nałożeniu tej kary zegar akcji jest ponownie ustawiony na 25 lub 40 sekund w zależności od ligi, lecz zegar meczu pozostaje zatrzymany do momentu wprowadzenia piłki do gry.
W czasie wykopów zegar meczu uruchamiany jest, gdy piłka jest dotknięta po raz pierwszy i zatrzymywany jest, gdy piłka po wykopie staje się martwa. Zegar meczu jest uruchamiany, gdy piłka jest wprowadzona do gry poprzez snap i jest zatrzymywany tylko w następujących sytuacjach:
- Podanie do przodu jest niepełne.
- Zawodnik będący w posiadaniu piłki wyszedł z nią poza linię boczną boiska.
- Którakolwiek z drużyn zdobyła przyłożenie lub bramkę.
- Następuje zmiana posiadania piłki między drużynami.
- Którakolwiek z drużyn lub sędziów prosi o przerwę w grze (czas). Sędziowie mogą prosić o czas nieograniczoną liczbę razy w czasie meczu i czynią to zazwyczaj jeżeli w poprzedniej akcji miało miejsce przewinienie lub jeżeli jeden z zawodników odniósł kontuzję. Każda z drużyn ma prawo poprosić o czas trzykrotnie w czasie każdej połowy meczu.
- W lidze NFL, zegar zatrzymywany jest automatycznie na dwie minuty przed zakończeniem każdej połowy (ang. two-minute warning). W ciągu ostatnich dwóch minut każdej połowy zasady mierzenia czasu są nieco odmienne[2].
- W rozgrywkach akademickich, zegar meczu zatrzymywany jest również na chwilę, po tym jak drużyna atakująca zdobędzie pierwszą próbę.

W NFL, jeżeli drużyna prowadząca jest w posiadaniu piłki, do końca meczu pozostało mniej niż 40 sekund i drużyna broniąca wykorzystała już wszystkie przerwy w grze, obie drużyny uważają mecz za skończony i zazwyczaj wybiegają na boisko kończąc mecz przed czasem.

## Zarządzanie czasem gry
Zarządzanie czasem gry jest bardzo ważnym aspektem strategii w futbolu amerykańskim, który odróżnia go od wielu innych gier zespołowych. Zazwyczaj, jeżeli drużyna prowadząca posiada piłkę, stara się ona zużyć jak najwięcej czasu (gra na czas). Z kolei drużyna przegrywająca stara się zachować jak najwięcej czasu, aby doprowadzić do korzystnego dla siebie wyniku. W przeciwieństwie do innych sportów, w futbolu amerykańskim przerwy w grze używane są często przede wszystkim do zatrzymania zegara meczu w końcówce spotkania.
Zawodnicy drużyny będącej w posiadaniu piłki (atakującej) mogą znacząco wpływać na tempo gry po prostu zmieniając swoje zachowanie na boisku. Na przykład, formacja ofensywna może wprowadzić piłkę do gry natychmiast po tym gdy sędziowie dadzą znak, że jest to dozwolone. Strategię taką nazywa się przyspieszonym atakiem (ang. hurry-up offense lub no-huddle offense). Drużyna atakująca może także spowolnić tempo gry wykorzystując całkowitą ilość czasu dozwoloną na rozpoczęcie akcji na zegarze akcji. W praktyce drużyna taka wprowadza piłkę do gry, dopiero gdy na zegarze akcji (ang. play clock) pozostało nie więcej niż kilka sekund. Oznacza to, że w lidze NFL drużyna atakująca może zużyć co najmniej 40 sekund czasu gry na jedną akcję.
Na tempo meczu wpływa też wybór typu akcji przez drużynę atakującą. Ponieważ zegar meczu zatrzymuje się automatycznie w przypadku niepełnego podania, zazwyczaj drużyna chcąca zachować jak najwięcej czasu stara się przeprowadzać większość akcji podając piłkę w powietrzu do przodu. Jeżeli akcja zakończona jest niepowodzeniem, zatrzymuje to zegar meczu; jeżeli akcja się powiedzie, wówczas drużyna zazwyczaj zdobywa pole gry. W przypadku, gdy akcja zakończona jest sukcesem i zegar gry biegnie do przodu, drużyna atakująca stara się zachować jak najwięcej czasu prosząc o przerwę w grze (ang. timeout). Jeżeli drużyna wykorzystała już wszystkie trzy dostępne jej przerwy w danej połowie, jej rozgrywający ma możliwość wykonania specjalnej akcji, zwanej spiking, która również zatrzymuje zegar meczu. Polega ona na natychmiastowym, silnym, pionowym rzuceniu piłką o ziemię, co interpretowane jest jako niepełne podanie, zatrzymuje zegar, a drużyna je wykonująca traci jedną próbę. Spiking różni się od celowego rzutu piłką w ziemię, które zajmuje więcej czasu, piłka nie jest rzucana zazwyczaj pionowo w ziemię i które jest przewinieniem poza utratą próby powodującym utratę dodatkowych 15 jardów pola.
Z kolei, drużyna grająca "na czas" zazwyczaj stara się przeprowadzać jak najwięcej akcji dołem (biegnąc z piłką) i zawodnik w posiadaniu piłki stara się nie wyjść poza linię boczną boiska (co zatrzymałoby zegar meczu). Zazwyczaj, jeżeli do końca meczu pozostało mniej niż dwie minuty, prowadząca drużyna jest w posiadaniu piłki a drużyna broniąca wykorzystała już większość możliwości zatrzymania czasu (ang. timeouts), wówczas rozgrywający drużyny atakującej również stosuje specjalistyczne zagranie zwane quarterback kneel. W zagraniu tym rozgrywający, natychmiast po przejęciu piłki dotyka kolanem ziemi, co powoduje, że piłka staje się martwa i, ponieważ interpretowane jest to jako atak dołem, nie zatrzymuje zegara meczu. Jeżeli drużyna przeciwna nie ma jak zatrzymać zegara meczu, drużyna atakująca może w ten sposób zużyć ok. 40 sekund czasu gry. W przeszłości Zagranie to było uważane za niesportowe i próbowano zmienić zasady gry aby mu zapobiec, jednak w ostatnich latach zostało powszechnie zaakceptowane jako "przywilej zwycięzcy".
Ponieważ ze względu na zarządzanie czasem pod koniec meczu posiadanie piłki jest ważniejsze niż pozycja na boisku (ang. field position), zazwyczaj w tej fazie meczu trenerzy drużyn przegrywających podejmują bardziej agresywne decyzje dotyczące wyboru akcji i zazwyczaj zamiast w czwartej próbie wykopywać piłkę do drużyny przeciwnej, próbują zdobyć pierwszą próbę.